# Hausen (Buchloe)
Hausen (ⓘ) ist ein Stadtteil von Buchloe im schwäbischen Landkreis Ostallgäu in Bayern. Die Kirchdorf liegt circa drei Kilometer südöstlich von Buchloe.

## Geschichte
Der Ort wurde 1172 erstmals urkundlich erwähnt, als Ulrich von Hausen als Zeuge in einer Schenkungsurkunde genannt wird. Hausen war ein Ortsteil der Gemeinde Honsolgen und wurde mit dieser am 1. Juli 1972 in die Stadt Buchloe eingegliedert.

## Baudenkmäler
Drei Objekte des Dorfes sind in die Denkmalliste eingetragen:
- Katholische Filialkirche St. Andreas, spätgotischer Bau des 15. Jahrhunderts, barockisiert des Ende 17. Jahrhunderts
- Bildstock bei Dorfstraße 1 aus der 2. Hälfte des 19. Jahrhunderts
- Kapelle St. Magdalena, 2. Hälfte des 18. Jahrhunderts

Siehe auch: Liste der Baudenkmäler in Hausen